# 中村祐庸
中村 祐庸（なかむら すけつね、1852年11月26日（嘉永5年10月15日）- 1925年（大正14年）1月18日）は、日本の軍楽指導者、海軍軍楽長。

## 経歴
薩摩国鹿児島郡坂元村（現・鹿児島県鹿児島市）の長倉家に生まれる。明治維新前に、薩摩藩の楽隊に入る。
1869年（明治2年）、ジョン・ウィリアム・フェントンについて西洋音楽を学び、翌1870年には御親兵付となる。1871年に横浜で、フェントンによる西洋軍楽の伝習が始まると、海軍付としてこれに参加し、後の海軍軍楽隊の形成に参画した。
一貫してコルネット、フリューゲルホーンなどの高音金管楽器を専門としていたが、1885年（明治18年）7月20日の音楽取調掛演奏会（フランツ・エッケルト指揮）に「オボ　楽長　中村祐庸」という表記（中村理平「洋楽導入者の軌跡」p.279）があり、この時期、試験的にオーボエ演奏を試みていた可能性がある。なお、この時代、日本では未だダブルリード楽器は演奏困難として正式には導入されていなかった。
1871年に、海軍最初の軍楽長となった。
1874年の佐賀の乱や、1877年の西南戦争にも（政府軍側として）従軍した。1877年頃に中村に改姓。

### 「君が代」との関わり
国歌としての「君が代」は、当初はジョン・ウィリアム・フェントンが1870年に作曲したものが存在していたが、海軍軍楽隊長となっていた中村は、1876年に「天皇陛下ヲ祝スル楽譜改定ノ儀上申」を出し、日本語を理解しないままにフェントンが作曲した旋律の改定を提言した。1877年の西南戦争の影響で、この提言はしばらく手が付けられなかったが、1880年、宮内省伶人の奥好義が作った旋律が、伶人長の林廣守 撰として雅楽部から上申された。最終的に、国歌として選定したのは、海軍軍楽長であった中村と陸軍軍楽長の四元義豊、そして海軍省傭の音楽教師であったフランツ・エッケルトであり、エッケルトは「君が代」に和声を付けた。こうした経緯から、中村は「「君が代」の制定者」とされ、「国歌「君が代」の作曲に尽力した」と評されるひとりとなっている。

### 海軍軍楽長として
中村は、1885年に、それまでのイギリス式に代わる信号ラッパ譜として『喇叭譜』を制定した。また、1880年代後半には、エッケルトを顧問として、配下の吉本光蔵や瀬戸口藤吉とともに『海軍軍楽学理的教科書』の編纂を行なった。
1902年6月、イギリス国王エドワード7世戴冠式に参加する遣英艦隊軍楽隊長として「浅間」「高砂」に乗艦し、ヨーロッパに派遣された。1903年10月15日に退官し、後備役となった。
中村は、晩年を横須賀市で過ごした。1925年1月18日、横須賀市逸見の自宅において74歳で死去。墓所は青山霊園。

## 関連文献
- 工藤忠雄、海軍軍楽隊 初代軍楽長中村祐庸遺録、種智舎、1995